# Brittany Allen
Brittany Allen (Toronto, 5 de febrero de 1986) es una actriz canadiense, reconocida por su interpretación de Marissa Chandler en All My Children entre 2009 y 2010 por la cual recibió un premio Daytime Emmy como mejor actriz juvenil en 2011.

## Carrera
Después de realizar pequeños papeles en televisión, Brittany interpretó a Marissa Chandler en All My Children desde el 21 de abril de 2009 hasta el 21 de diciembre de 2010. Por este papel, la actriz recibió un premio Daytime Emmy en 2011. Realizó apariciones recurrentes en la serie canadiense Bomb Girls y en la serie estadounidense de ciencia ficción Defiance.
Entre 2014 y 2016 protagonizó las películas Extraterrestrial, Backgammon y la película de zombis It Stains the Sands Red. Desde 2018 aparece en la serie de televisión Falling Water, en reemplazo de Brooke Bloom en el papel de Sabine.

## Filmografía

### Cine
| Año  | Título                  | Rol               | Notas |
| ---- | ----------------------- | ----------------- | ----- |
| 2002 | Surrender               | Mary Foley        | Corto |
| 2008 | Us Chickens             | Sarah Lassiter    | Corto |
| 2009 | Gitch                   | Maya              | Corto |
| 2010 | Verona                  | Paris             | Corto |
| 2012 | Dead Before Dawn        | Lucy Winthrop     |       |
| 2014 | Extraterrestrial        | April             |       |
| 2015 | Backgammon              | Miranda           |       |
| 2015 | Farhope Tower           | Susan             |       |
| 2015 | Look Again              | Tanya             |       |
| 2015 | First Session           | Ellie             | Corto |
| 2016 | It Stains the Sands Red | Molly             |       |
| 2017 | The Definities          | Bernie            |       |
| 2017 | Incontrol               | Naomi             |       |
| 2017 | Jigsaw                  | Carly             |       |
| 2018 | What Keeps You Alive    | Jules             |       |
| 2019 | The Prodigy             | Margaret Santiago |       |

### Televisión
| Año     | Título                          | Rol                | Notas                                  |
| ------- | ------------------------------- | ------------------ | -------------------------------------- |
| 1999    | What Katy Did                   | Cecy Hall          | Película para TV                       |
| 1999    | Restless Spirits                | Stacey             | Película para TV                       |
| 2000    | Virtual Mom                     | Melinda            | Película para TV                       |
| 2001    | Walter and Henry                | June               | Película para TV                       |
| 2002    | I Love Mummy                    | Izzie              | Episodio: "James Falls in Love"        |
| 2003    | Street Time                     | Connie             | Episodio: "Follow the Money"           |
| 2004    | Prom Queen: The Marc Hall Story | Britney 2          |                                        |
| 2008    | Mayday                          | Sandy Purl         | Episodio: "Southern Storm"             |
| 2009    | The Listener                    | Leslie Cahill      | Episodio: "My Sister's Keeper"         |
| 2009–10 | All My Children                 | Marissa Tasker     |                                        |
| 2010    | Abroad                          | Friday Livingstone |                                        |
| 2012    | Bomb Girls                      | Hazel MacDugall    |                                        |
| 2013    | Lost Girl                       | Della              | Episodio: "Delinquents"                |
| 2013    | Defiance                        | Tirra              |                                        |
| 2013    | Satisfaction                    | Ashley             | Episodio: "Fade to Blackened"          |
| 2013    | Played                          | Beth               | Episodio: "Money"                      |
| 2013    | Republic of Doyle               | Amy Cohen          | Episodio: "Young Guns"                 |
| 2014    | Warehouse 13                    | Laura Roth         | Episodio: "Endless"                    |
| 2014    | Saving Hope                     | Megan              | Episodio: "The Other Side of Midnight" |
| 2015    | Schitt's Creek                  | Bree               | Episodio: "Carl's Funeral"             |
| 2016    | Girl in the Box                 | Bonnie             |                                        |
| 2018    | Separated at Birth              | Lucy Pierce        |                                        |
| 2019    | The Boys                        | Popclaw            |                                        |